# Ельчино
Ельчино — деревня в Валдайском районе Новгородской области. Входит в состав Короцкого сельского поселения.

## География
Деревня расположена недалеко от районного центра — Валдая, на высоте 207 метров над уровнем моря, на берегу озера Ельчинского.

### Часовой пояс
Деревня Ельчино как и вся Новгородская область, находится в часовой зоне МСК (московское время). Смещение применяемого времени относительно UTC составляет +3:00.
История
Впервые деревня Елцино (Ельчино) упоминается в Новгородской переписной оборочной книге Деревенской пятины 1495 года.
С 1478 года по 1708 годы деревня входила в состав Морозовской половины Деревенской Пятины Новгородской земли.
Входит в состав Короцкого сельского поселения, которое было образовано в соответствии с законом Новгородской области от 11 ноября 2005 года № 559-ОЗ.

## Население
| 2010 |
| ---- |
| 0    |